# 6346 Syukumeguri
6346 Syukumeguri è un asteroide della fascia principale. Scoperto nel 1995, presenta un'orbita caratterizzata da un semiasse maggiore pari a 3,1017822 UA e da un'eccentricità di 0,1368207, inclinata di 7,37833° rispetto all'eclittica.